# Jaltomata bicolor
Jaltomata bicolor ist eine Pflanzenart aus der Gattung Jaltomata in der Familie der Nachtschattengewächse (Solanaceae).

## Beschreibung
Jaltomata bicolor ist ein holziger Strauch, der bis zu 1 m hoch wird. Die jungen Triebe sind spärlich bis dicht mit baumartig verzweigten Trichomen besetzt. Die unbehaarten Laubblätter stehen einzeln, paarweise oder quirlig. Meist sind sie eiförmig, jedoch variieren sie in Größe, Form und Berandung.
Die Blütenstände bestehen aus zwei bis vier (selten auch fünf) Blüten. Die zweifarbige Krone ist gerade-röhrenförmig, die unteren zwei Drittel sind violett, selten pink oder gelb-grün gefärbt, das obere Drittel blassgelb oder cremefarben. Die Krone ist 2 bis 3 cm lang, die Kronzipfel sind eng dreieckig, wulstig und 3 bis 5 mm lang. Die äußere Behaarung der Krone ist variabel, dicht bis spärlich und aus bis zu 1,1 mm langen einreihigen oder bäumchenförmigen Trichomen bestehend. Die Staubbeutel sind blau oder schwarz, die Staubblätter und die Narbe stehen meist über die Krone hinaus.
Die Frucht ist eine weiße oder selten blaue Beere.

## Vorkommen
Die Art kommt in Zentralperu in einer Höhe von 3.000 bis 5.000 m vor. Sie wächst dort an offenen und mit Sträuchern bedeckten Standorten, an abgegrasten, steinigen Hängen, feuchten Schluchten und Spalten in Steinwänden.